# Parelaphidion incertum
Parelaphidion incertum är en skalbaggsart som först beskrevs av Newman 1840.  Parelaphidion incertum ingår i släktet Parelaphidion och familjen långhorningar. Inga underarter finns listade i Catalogue of Life.